# Кинофестиваль в Кабуре
Кинофестиваль в Кабуре (фр. Festival du film de Cabourg) — специализированный кинофестиваль, фокусирующийся на фильмах, снятых в романтическом жанре и фильмах с элементами романтизма. Проводится ежегодно в июне в течение 5 дней в курортном городе Кабуре, Нормандия, Франция. Во время фестиваля, фильмы транслируются на пляже города под открытым небом.
Фестиваль основан французским писателем и журналистом Гонзагом Сен-Бри в 1983 году. Победителям конкурсной программы фестиваля вручаются награды, получившие название «Золотой Сван» (фр. Swann d'or), что является данью Марселю Прусту. Статуэтка награды изготовлена в виде двух лебедей (англ. Swan), переплетающихся шеями, касаясь клювами. Переплетение также образует стилизованную форму двух сердец, соединенных между собой концами.

## Награды
| Награда                         | Оригинальное название                                |
| ------------------------------- | ---------------------------------------------------- |
| Художественные фильмы           |                                                      |
| Гран-при                        | «Grand prix»                                         |
| Лучший художественный фильм     | «Swann d’Or du meilleur long-métrage»                |
| Лучший режиссёр                 | «Swann d’Or du meilleur réalisateur de long-métrage» |
| Лучшая актриса                  | «Swann d’Or de la meilleure actrice»                 |
| Лучший актёр                    | «Swann d’Or du meilleur acteur»                      |
| Актриса-новичок                 | «Swann d’Or de la Révélation féminine»               |
| Актер-новичок                   | «Swann d’Or de la Révélation masculine»              |
| Короткометражные фильмы         |                                                      |
| Лучший короткометражный фильм   | «Swann d’Or du meilleur court-métrage»               |
| Лучший режиссёр                 | «Swann d’Or du meilleure réalisatrice»               |
| Лучшая актриса                  | «Swann d’Or de la meilleure comédienne»              |
| Лучший актёр                    | «Swann d’Or du meilleur acteur»                      |
| Приз «Prix Cinecourts»          | «Prix Cinecourts»                                    |
| Специальные награды             |                                                      |
| Приз зрительских симпатий       | «Prix du Public»                                     |
| Приз молодежного жюри           | «Prix de la Jeunesse»                                |
| Приз «Любовь с первого взгляда» | «Coup de Foudre»                                     |
| Приз «Удар Сердца»              | «Coup de Cœur»                                       |
| Приз «Первое свидание»          | «Premiers Prix Rendez-vous»                          |